# Helno
Helno, all'anagrafe Noël Rota (Montreuil, 25 dicembre 1963 – Parigi, 22 gennaio 1993), è stato un cantante francese, voce del gruppo musicale Les Négresses Vertes.

## Biografia
Di origine italiana, Helno nasce nella banlieue parigina, a Montreuil, il 25 dicembre 1963. Al giorno di nascita è legato il suo nome di battesimo (Noël, cioè Natale in francese), dal cui verlan ricaverà il proprio nome d'arte.
Dopo un'adolescenza punk debutta sulla scena musicale parigina degli anni 80, facendo parte del gruppo musicale Lucrate Milk e successivamente dei Bérurier Noir. Nel 1984 recita la parte di un punk nel film L'Affaire Des Divisions Morituri di François-Jacques Ossang.
Nel 1987 fonda il gruppo musicale Les Négresses Vertes che arriverà al successo appena prima della sua morte, esibendosi all'Olympia di Parigi e in vari tour all'estero (in Inghilterra, a Los Angeles, a Beirut e a Tokyo).
Muore nella notte tra il 21 e il 22 gennaio 1993 a soli 29 anni, a causa di un'overdose di eroina, tre ore dopo aver terminato la registrazione della trasmissione musicale Taratata.
Oggi è sepolto nel Cimitero parigino di Pantin. Il suo epitaffio, tratto da La Chanson De Van Horst di Jacques Brel, recita: "De Foire en Foire, De Verre en Verre, De Boire en Boire, Je Mords Encore a Pleine Dents, Je Suis un Mort, Encore Vivant".

## Omaggi
Manu Chao gli ha dedicato la canzone Helno est mort, contenuta nell'album Sibérie m'était contéee. I Modena City Ramblers gli hanno dedicato la canzone Morte di un poeta, contenuta nell'album Riportando tutto a casa.